# Nicktoons (canal de televisión)
Nicktoons (previamente conocido como Nicktoons Network) es un canal de televisión por suscripción estadounidense. Es el canal hermano de Nickelodeon. Fue lanzado el 1 de mayo de 2002 solo en televisión por cable digital. Para el 2004 empezaría a emitir por satélite.

## Historia

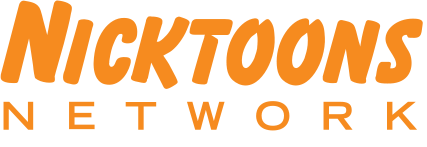
Marca denominativa de Nicktoons Network, (2005-2009)

Logotipo utilizado del 28 de septiembre de 2009 al 5 de mayo de 2014.

Logotipo utilizado del 5 de mayo de 2014 al 14 de noviembre de 2016

Logotipo utilizado desde 14 de noviembre de 2016 al 1 de enero de 2024

Nicktoons nace en 2002 bajo el nombre de Nicktoons TV en sistema de cable digital. Desde sus inicios, el canal emite nicktoons. Al principio emitía sin comerciales. El 6 de junio de 2005, a medida que aumentaba la distribución del canal, ésta empezó a emitir comerciales de forma regular. 
En 2005, el canal cambió de nombre a Nicktoons Network, así como también su imagen. Un nuevo logo con forma de splat sobre un planeta fue usado, y utilizó un eslogan: Animation Capital of the World. El 28 de septiembre de 2009, el logo de Nicktoons Network cambió totalmente debido a los cambios en los logos de su canales hermanos Nickelodeon, Nick Jr. (antes Noggin) y TeenNick (antes The N). Debido al cambio, el canal volvió a llamarse Nicktoons por segunda vez.

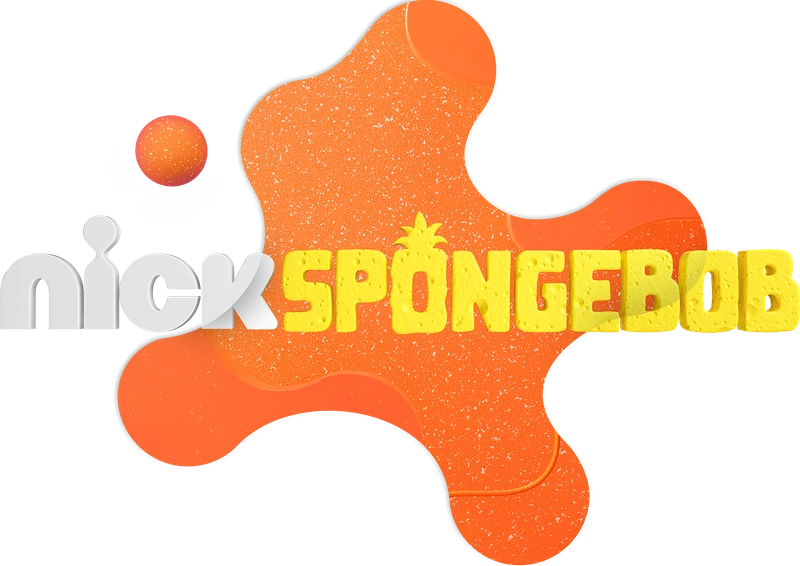
Logotipo de NickSpongeBob se utiliza desde el 23 de mayo de 2025.

Como parte de los esfuerzos de Paramount para conmemorar el 25.º aniversario de Bob Esponja, Nicktoons comenzó a emitir principalmente Bob Esponja y sus contenidos a diario a partir del 13 de mayo de 2024, bajo el lema "Non-Stop SpongeBob. All Day. Every Day". las retransmisiones de nuevos episodios de otras series animadas de Nickelodeon regresaron a Nicktoons más adelante ese mismo año. El 23 de mayo de 2025, Nicktoons comenzó a usar la marca NickSpongeBob durante las emisiones de programas relacionados con Bob Esponja.

## Programación
Desde su lanzamiento, Nicktoons ha emitido principalmente programas provenientes del canal Nickelodeon. A pesar del nombre, el canal no emite exclusivamente nicktoons. Recientemente, Nickelodeon ha utilizado el canal Nicktoons para emitir los episodios restantes de algunas series que no han tenido éxito, como Welcome to the Wayne.   